# (39266) 2001 AT2
2001 أي تي 2 (ويعرف أيضًا باسم (39266) 2001 أي تي 2 وفق تسمية الكوكب الصغير) (بالإنجليزية: 2001 AT2)‏ هو كويكب ضمن حزام الكويكبات؛ وترتيبه 39266 من حيث الاكتشاف.
اكتُشف هذا الجُرم الفلكي بواسطة سبيس واتش في 2001.

## وصلات خارجية
- (39266) 2001 AT2 في قاعدة بيانات مختبر الدفع النفاث لأجرام النظام الشمسي الصغيرة

- الاكتشاف · مخطط المدار ·  العناصر المدارية · المعلمات المادية

- (39266) 2001 AT2 على موقع ويكي سكاي: DSS2, SDSS, GALEX, IRAS, Hydrogen α, X-Ray, Astrophoto, Sky Map, Articles and images